# 纳齐拉
纳齐拉（Nazira），是印度阿萨姆邦Sibsagar县的一个城镇。总人口12466（2001年）。

## 人口
该地2001年总人口12466人，其中男性6569人，女性5897人；0—6岁人口1347人，其中男715人，女632人；识字率80.97%，其中男性为83.97%，女性为77.63%。